# История Клермон-Феррана
Клермо́н-Ферра́н расположен в департаменте Пюи-де-Дом и относится к региону Овернь-Рона-Альпы. Его история тесно связана с историей Франции и насчитывает более 20 веков. На территории Клермон-Феррана до XVII века располагались два города: Клермон и Монферран; в 1630 году они объединились, приняв название Клермон-Ферран. В настоящее время город является одним из туристических центров Франции.

## Галло-римская эпоха
Первое упоминание о Клермонте может быть приписано греческому географу Страбону. Он сообщал о городе, известном как Немессос. Название поселения — галльского происхождения, и означает «священное дерево». Город был описан как «метрополия Арверни», а его население жило на холме, на месте которого сейчас расположен Кафедральный собор.
Невдалеке от Клермонта, у крепости Герговия (Gergovia), галльская армия во главе с Версинжеториксом дала отпор Римским Легионам. Во время галло-римского периода город развивался под именем Augustonemetum (латинизация галльского названия, образованная из empereur Auguste). Его население во II веке насчитывало от 15 000 до 30 000 жителей; по меркам Римской Галлии он был достаточно большим городом. Augustonemetum вступил эпоху расширения, которая закончилась в середине III века.
Вестготы многократно осаждали Клермон в период между 471 и 475 годами. Несмотря на защиту патриция Экдиция и епископа Сидония Аполлинария, император Юлий Непот сдал город вестготам, и тот стал частью Вестготского королевства вплоть до 507 года.

## Средние века
После падения Римской империи в Клермоне наступил тёмный период, отмеченный набегами варваров (в том числе и викингов, которые захватывали Галлию в период ослабления Франкского государства).
- В 848-м году город взял имя Clairmont по названию укреплённых замков Clarus Mons. В 862-м году Клермон опустошили норманны во главе с Гастингом [1]. Епископ Сигон предпринял попытку его восстановления, но город снова был разрушен в 898-м или 910-м году (дата до сих пор точно не установлена, так как средневековые источники по этому вопросу очень скудны)

Епископ Этьен II заложил в Клермон-Ферране собор в романском стиле; легенды гласят, что он был окончен в 946-м году, и был разрушен во время строительства нынешнего готического собора.
- 1095 — во время Клермонского собора папа Урбан II провозглашает Первый крестовый поход.
- 1120 — чтобы противодействовать власти епископов, графы Оверни основывают вблизи от епископского города городок Монферран. Его планировка была прямоугольной, нетипичной в те времена. Во течение всего Средневековья и до Нового времени Клермон и нынешний квартал Монферран — два различных города. Клермон — город епископов, Монферран — город графов.
- 1202 — граф Ги II (Guy II) вручил епископу права обладания Клермоном. Отныне и до середины XVI века епископ — и глава, и хозяин города. В 1248 году началось строительство готического собора, которое продолжалось и в следующем веке.

- 1490 — Клермон понёс крупный ущерб из-за землетрясения. Двенадцать башен ограды полностью или частично обрушились; пострадала и башня церкви Notre-Dame du Port. Собор был частично повреждён (трещина на южном входе видна до сих пор).
- 1551 — Клермон стал королевским городом. Затем, в 1610 году — собственностью, неотделимой от Короны. Генрих II изменил администрацию Клермона, назначая советников (сначала четырёх, затем, в 1559-м, троих).
- 1557 — Клермон получил звание «Главы и главного города страны Овернь».

## XVII-й век
В 1623-м году в Клермоне рождается Блез Паскаль, который прожил здесь вплоть до 1655-го.
15 апреля 1630 года Клермон и Монферран объединяются в один город.

## XVIII-й век
В 1789-м году Клермон представляли в Генеральных штатах:
- Жан-Франсуа Гольтье де Бяюза и Жан-Антуан Юге от «третьего сословия»;
- граф Монбуассье от дворянства;
- епископ Франсуа де Бональ от духовенства.

## XIX-й век
В 1832 году Аристид Барбье и Эдуард Добре (Aristide Barbier et Édouard Daubrée) основали завод резиновых шариков и сельскохозяйственных машин. Этот завод впоследствии лёг в основу группы Michelin. Первый завод, построенный в 1889 году, изготавливал тормозные колодки для велосипедов. Первый патент шин для велосипеда был заявлен в 1891-м.
9, 10 и 11 сентября 1841 года Клермон был во власти жестоких бунтов. Они были спровоцированы инвентаризацией, проводимой министром Жоржем Хьюманном для налоговой реформы. Бунтовщики, к которым присоединились жители соседних сельских населенных пунктов (Aubière, Beaumont), выступили против муниципальных властей. Видя размах мятежа, муниципалитет был вынужден сообщить об отсрочке инвентаризации. Мэр вышел навстречу повстанцам, собравшимся на площади Жод (Jaude), но в него полетели камни, и он сбежал, чтобы избежать линчевания. Дом мэра, расположенный на той же площади, был разграблен и подожжен.
Первый железнодорожный вокзал был построен между 1855-м и 1857-м годами.

## XX-й век
Расширение Michelin повлекло за собой создание кварталов Michelin, где поселились работники предприятия. Это решило проблему увеличения населения, связанную с расширением промышленной деятельности (в 1900 в городе насчитывалось 52 000 жителей, а в 1921 — уже 82 000 жителей) и очень невыгодных условий жизни рабочих, которые приезжали работать на «мануфактуру». В новых рабочих кварталах построили строго симметричные улицы; блоки домов были разделены на четыре семейных типа жилья. Улицы не назывались именами знаменитых персонажей или названиями достопримечательностей. Они носили имена, связанные с общечеловеческими достоинствами — например, «Улица Доброты» или «Улица Веры». Эти имена отражали ценности, которые группа Michelin защищала в эту эпоху.
Развитие этих населенных пунктов сопровождалось созданием клиник, школ, церкви, магазинов. Группа финансировала клуб регби ASM (Association sportive Michelin). Жизнь организовывалась вокруг предприятия Michelin.

## XXI-й век
Предприятие Michelin потеряло достаточное количество рабочих мест. Клермон-Ферран вступил в период восстановления и развития сферы услуг.
Муниципалитет проводил работу по усовершенствованию города; площадь Jaude была пересмотрена, линия трамвая торжественно открыта в октябре 2006-го. Региональный совет Оверни построил в клермонской агломерации зрительный зал большой вместимости — Zénith d’Auvergne, Зенит Оверни — и гигантский выставочный зал, Grande Halle d’Auvergne, Большой Холл Оверни. Оба сооружения торжественно открыты в конце 2003 года.